# オールド・マン・オブ・ザ・マウンテン

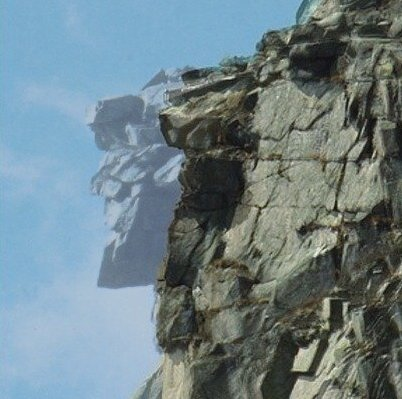
山の老人の崩落前後を重ね合わせた画像

オールド・マン・オブ・ザ・マウンテン（英: Old Man of the Mountain、山の老人）は、米国ニューハンプシャー州のホワイト山地に存在していた、老人の横顔に見える岩棚。フランコニア郊外のキャノン山の崖に突き出していた一連の5個の花崗岩棚であり、北から見るとぎざぎざの顔の横顔のように見えるものだった。 その岩の部分はプロファイル湖の上370mのところにあり、高さ12m、幅7.6m だった。この岩は、ほかに the Great Stone Face（偉大な石の顔）、the Profile（横顔）の名でも知られていた。「山の老人」についての最初の記録は1805年に見られるが、2003年5月3日に崩落した。

## 歴史

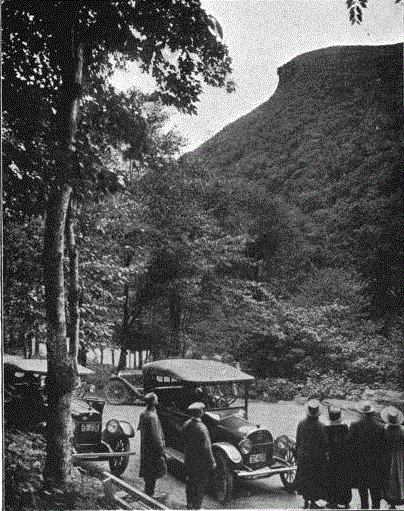
1900年初期の"山の老人"

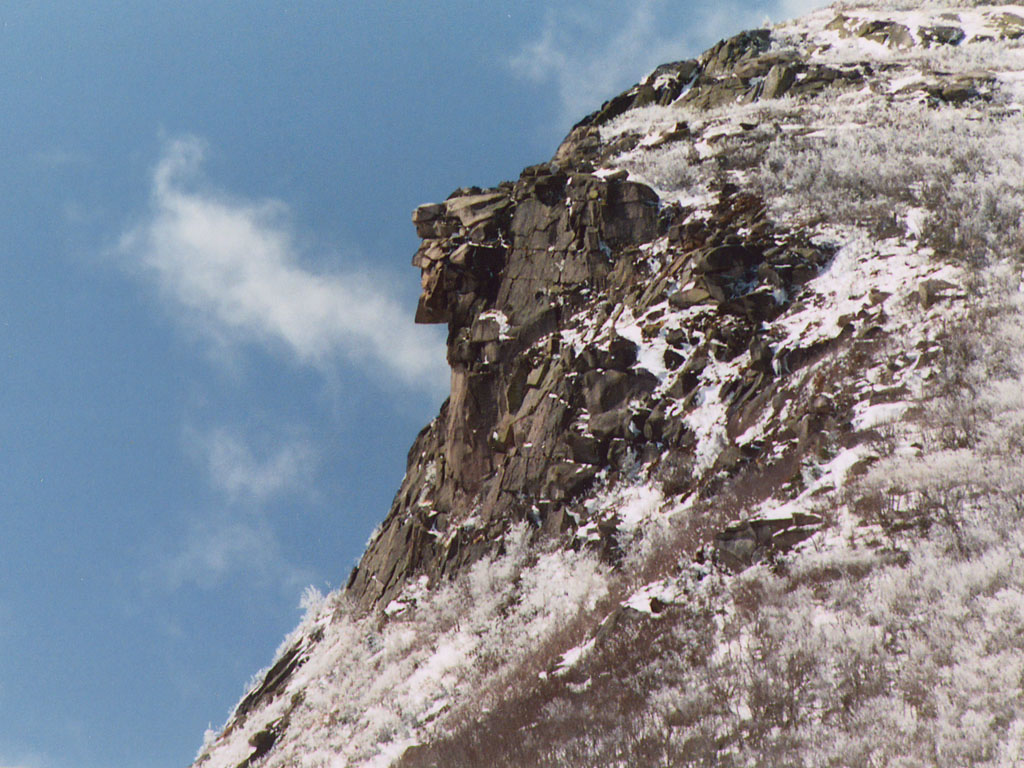
2003年4月26日(崩落の7日前)の"山の老人"

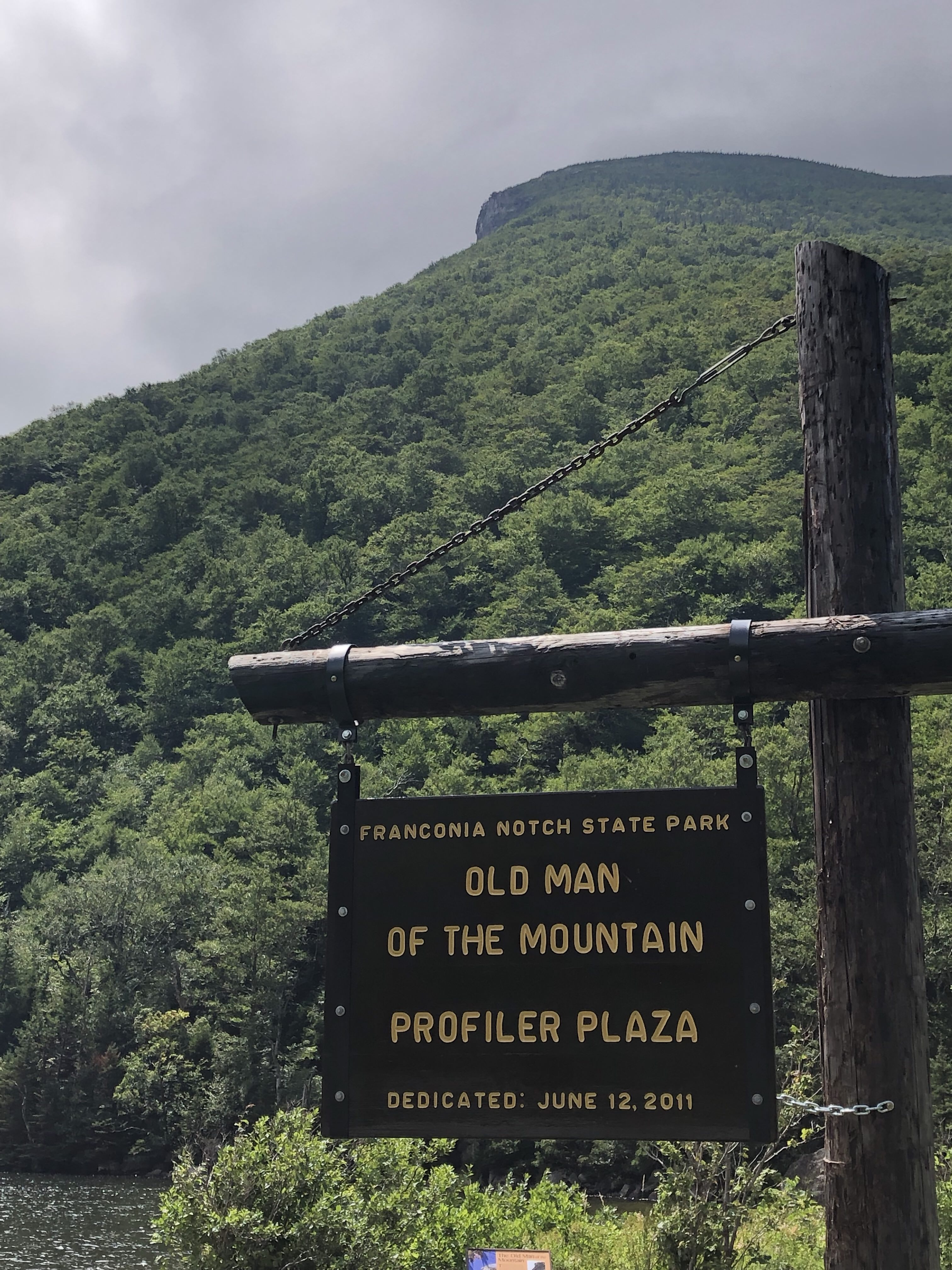
2019年8月の"山の老人"とその前にあるプロファイラープラザの看板

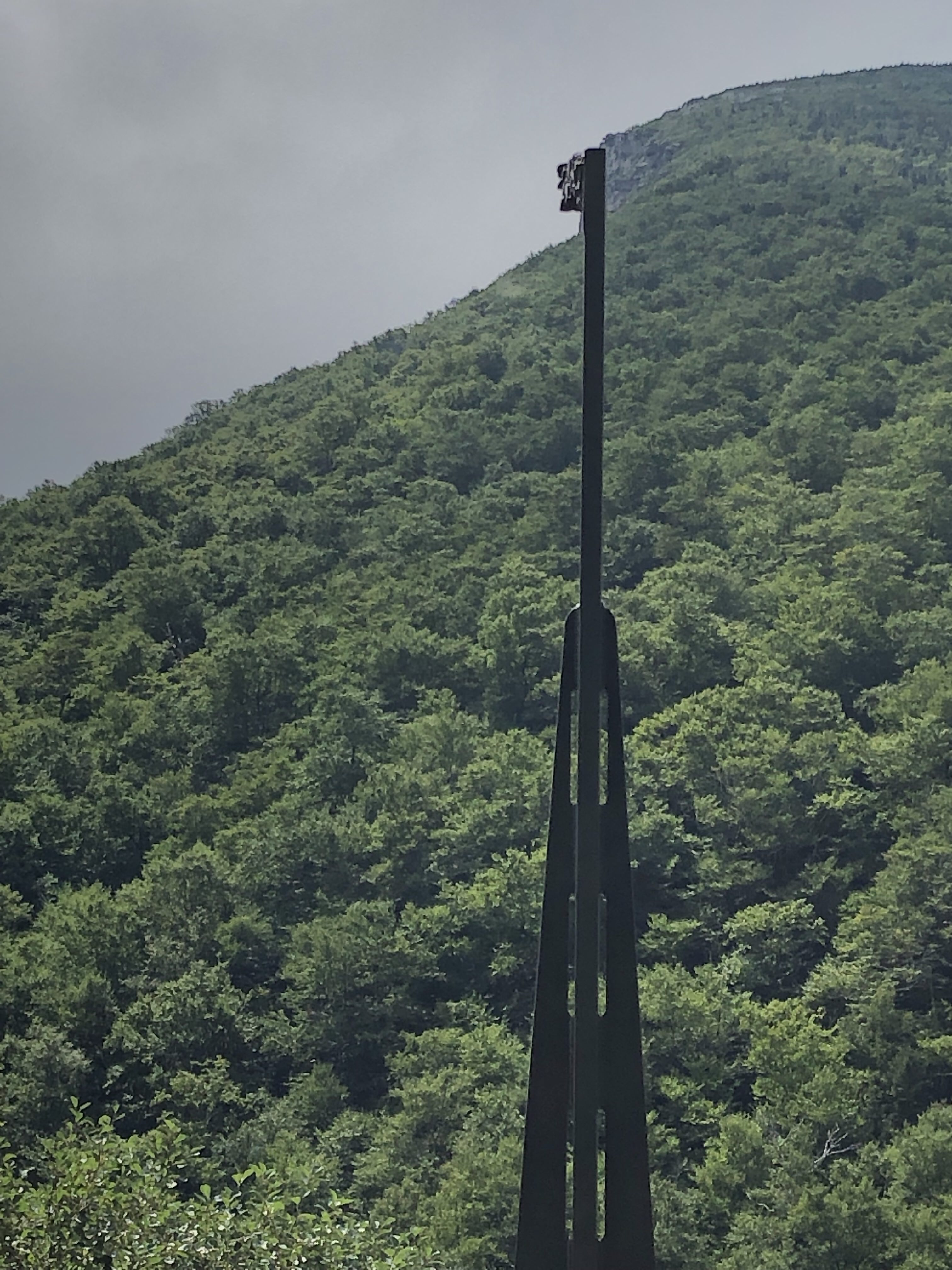
プロファイラープラザにある"鉄の横顔"を重ね合わせた写真(2019年)

フランコニア・ノッチは氷河により形成されたU字谷である。"山の老人"は、12000年前の氷河期衰退の後のどこかで、花崗岩盤のクラックに入り込んだ水の凍結融解により形成されたものと考えられている。この岩の形については、1805年頃のフランコニア調査隊により最初に記録されている。 公式な州の歴史には、当時複数の調査隊がフランコニア・ノッチ地域で調査をしており、それぞれがこの岩の形の発見を名乗り出ていた、と書かれている。
この"老人"が最初に広く知られるようになったのは、ニューハンプシャー生粋の州議員ダニエル・ウェブスターが、以下のように書き記した事による。「人間はそれぞれの職業を示す看板を吊るしている。靴職人は大きな靴を、宝石商人は巨大な時計を、歯科医は金歯を、しかしニューハンプシャーのこの山の上で、全能の神は人間を創造した事を示す看板を吊るした。」
作家ナサニエル・ホーソーンは、この"老人"を彼が1850年に出版した短編"巨大な石の顔"の着想として使った。そこで彼はこの岩の形を"大自然の偉大な遊び心による作品"と記した。
この岩の形は、1945年からニューハンプシャー州の標章に使われている。 州のナンバープレート、州道標識、そして米国の硬貨の中で、唯一両面に横顔が刻印されているものとして評判になったニューハンプシャー州の25セント硬貨の裏面にも使われていた。
崩落するまでは、この岩の形は、州都コンコードの約130km北にあるI-93沿いの フランコニアノッチ州立公園の中の特設展望台から見ることができた。

## 崩落
凍結融解が"老人"の額の亀裂を広げた。1920年代までに、その亀裂は鎖で繕うのに十分な大きさになり、1957年に州議会は、速乾セメント20トン, プラスティックの覆い、鉄の棒、ターンバックル、上からの水をよける為のコンクリート製排水樋、を使ったより入念な防水加工の為に2万5千ドルの充当金を可決した。こうした処置の甲斐なく、この岩は2003年5月3日の深夜から午前2時の間に崩落した。この崩落に際しての人々の狼狽は非常に大きく、人々はなくなった岩の形に敬意を払うために訪問し、献花した。

## 崩落後
崩落後の早い段階で、多くのニューハンプシャーの人々はレプリカの設置を考えていた。しかし、その考えは、前州知事スティーブ・メリルが率いる公式特別委員会により2003年に否決された。
2004年に、 ニューハンプシャーの州旗にこの横顔を入れる提案が州議会に提出されたが否決された。
崩落から一周年を迎える2004年5月に、Old Man of the Mountain Legacy Fund (OMMLF)(山の老人遺産基金)が、崖のふもと近くに有料 ファインダーを設置した。このファインダーを通してキャノン山を見ると、崩落前後の老人の形を見る事ができる。
崩落の7年後、2010年6月24日に、OMMLF（現在のFriends of the Old Man of the Mountain (山の老人の友人たち))は、キャノン山の崖の麓のプロファイル湖に沿った歩道に州の認可を受けた"Old Man of the Mountain Memorial"(山の老人記念公園)を第一期起工した。この公園は、キャノン山の崖を見上げて位置を合わせると、崖の上からフランコニアノッチを見下ろす横顔がどのようになっていたのか、を見る事ができる、"Steel Profilers"(鉄の横顔)のある展望台を持っている。このプロジェクトは、山の老人再活性化特別委員会を継承したFrends of the Old Man of the Mountain/Franconia Notch 委員会が監督した。遺産基金は、いくつかの州の部局と私的非営利団体から代表を出している私的な501(c)(3)団体である。
2013年に、この団体は追加資金調達を停止し、残りの資金を小改善に使い、団体を解散する事を通知した。
2020年9月に記念公園が完成した。

## 年表

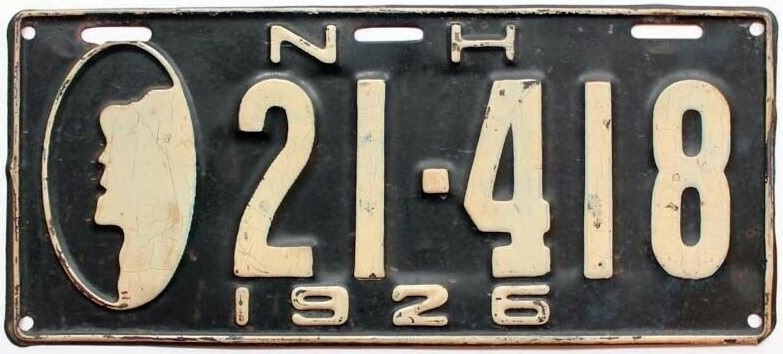
1926年のニューハンプシャーのナンバープレート上に描かれた横顔

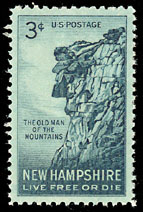
1995年に発行された米国切手、山（Mountain）が複数形になっている珍しい表記。

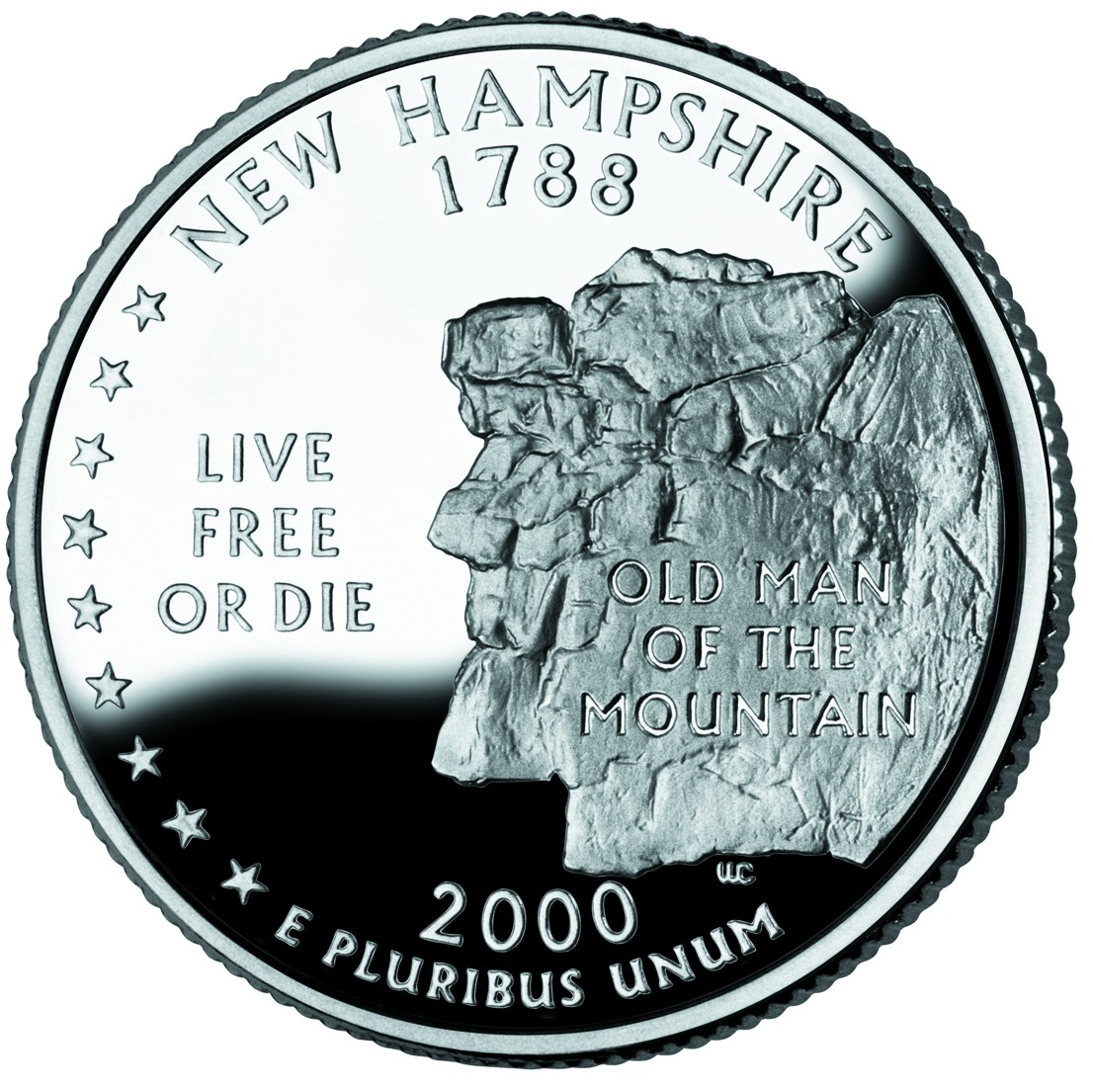
ニューハンプシャーの州の25セント硬貨の裏面に描かれた山の老人、州の標語"自由に生きる、さもなくば死を"も一緒に記されている。

ニューハンプシャーの州道標識の背景には現在も山の老人の横顔が使われている。

- 紀元前17000年-6000年頃:ニューイングランド地方は最終氷期の中にあった。氷河がニューイングランド地方を覆い、氷期後の浸食がフランコニア・ノッチの山の老人を浸食し形作る。
- 1805年:フランコニア探検隊のフランシス・ウィットコムとルーク・ブルックスが入植者として山の老人を最初に観測する。（州の公式歴史記録）
- 1832年:作家ナサニエル・ホーソーンがこの地を訪問する。
- 1850年:ホーソーンがこの地を訪問した事に触発されて短編小説"偉大な石の顔"を出版。この小説の表題が、この岩の形の別称として使われるようになる。
- 1869年:当時の大統領 ユリシーズ・グラントがこの地を訪問する。
- 1906年:ガイ・ロバーツ牧師が、この岩の形の劣化の兆候を公表する[13]。
- 1916年:ニューハンプシャーの政治家 ローランド・H・スポールディングが岩の形を保全する為の州の活動を開始する。
- 1926年:岩の形がニューハンプシャーのナンバープレートに描かれる。
- 1945年:山の老人がニューハンプシャー州の標章になる。
- 1955年:当時の大統領 ドワイト・D・アイゼンハワーが、山の老人の生誕150年式典に訪問する。
- 1958年:前年に費用充当の可決を受けた山の老人の額部分の大規模修復工事が実施される。
- 1965年:州道職員 ニールス・ニールセンが非公認の山の老人保護人になり、岩の形を破壊行為や天候による破壊から守る活動を実施する[14]。
- 1974年:ナンバープレート認証シールに岩の形に似た形が使われる。(1979年まで)
- 1976年:米国建国200年にあわせ、岩の形が州のナンバープレートに再度導入される。しかし今回は5ドルの追加費用がかかり、かつ、前面用のみであった。
- 1986年:この岩の形に対する破壊行為が、州の犯罪被害法の中に犯罪の一種として類別される。この法律(RSA 634:2 VI)の下で、この岩の形に対する故意の破壊行為、外観を損なう行為は軽罪とし、1000ドルから3000ドルの間の罰金および被った損害の州への賠償金が課されることになる[15]。
- 1987年:ニールセンは、ニューハンプシャー州により山の老人の公認管理人に任命される。この年の初めに、すべてのナンバープレートの上部に小さく岩の形が描かれるようになる。これは1999年まで続いた。それ以降のナンバープレートにはより顕著に山の老人をあしらうように変更される。
- 1988年:I-93の19kmの区間が、 キャノン山の麓で開通する。この30年にわたり5600万ドルをかけた工事は、4車線の高速道路を望む人と谷への影響を最小限にとどめたい人の間の妥協の産物だった。
- 1991年:ニールス・ニールセンの息子デヴィッド・ニールセンが山の老人の公認管理人になる。
- 2000年:山の老人がニューハンプシャーの州25セント硬貨に描かれ、ナンバープレートの背景になる。
- 2003年:崩落する。
- 2004年:崩落前の岩の形がわかる有料ファインダ－が設置される。
- 2007年:山の老人記念公園のデザインがアナウンスされる。
- 2010年:山の老人記念公園(1期)が公開される。
- 2011年:プロファイラープラザが6月12日に公開される。

## 類似物
- 人間に似た岩の形のリスト
- パレイドリア
- サイドニア 火星表面の顔
- 湖の老人